# لیبرتی ریزرو
لیبرتی ریزرو (انگلیسی: Liberty Reserve) شرکت خدمات مالی و صرافی ارز دیجیتال کاستاریکایی است، که در سال ۲۰۰۶ تأسیس شد.